# لکس‌موند
لکس‌موند (به هلندی: Lexmond) یک منطقهٔ مسکونی در هلند است که در زیدریک واقع شده‌است. لکس‌موند c نفر جمعیت دارد.